# Тракошчан
46°15′33″ пн. ш. 15°57′00″ сх. д. / 46.259166666667° пн. ш. 15.95° сх. д.
Тракошчан (хорв. Trakošćan, нім. Schloss Trakošćan, угор. Trakostyán) — замок на північному заході Хорватії, у Вараждинській жупанії недалеко від кордону зі Словенією, приблизно за 23 кілометри від Крапина і за 40 кілометрів від Вараждина на березі однойменного озера. Це одне з найвідвідуваніших місць Хорватії й один із найкраще збережених замків країни.
Дістатися до Тракошчана можна автобусом із Вараждина (близько 10 разів на день, трохи більше ніж година їзди).

## Історія
Тракошчан було споруджено в північно-західній системі укріплень Хорватії як невелику фортецю для спостереження й контролю доріг. Уперше згадується в письмових джерелах 1334 року. За легендою, Тракошчан було названо на честь іншого давнішого укріплення, яке розташовувалося на цьому самому місці. За іншою версією, його було названо на честь лицарів, які контролювали регіон у ранньому Середньовіччі.
У кінці XIV століття замком володіли графи Цельські. Фортеця служила пропускним постом спостереження за дорогою Птуй — Беднянська долина. За якийсь час родина Цельських вимерла. Згодом замок було розділено й він змінював своїх власників. Тільки в 1566 році право власності перейшло до держави. Король Максиміліан передав замок Юраєві Драшковичу за особисті заслуги, а потім — як сімейну спадщину. Так Тракошчан став родинним замком Драшковичів. Двоє зі власників замку були банами Хорватії: Іван II Драшкович (1595—1608) і його син Іван III Драшкович (1640—1648). У 2-й половині XVIII століття замок Тракошчан було покинуто й він занепав.
У середині XIX століття, коли родина Драшковичів знову зацікавилася своїм маєтком, один із її представників відремонтував замок і перетворив його на житлову садибу. Саме в XIX столітті Тракошчан набув свого нинішнього вигляду. У 1840—1864 роках замок було відреставровано в неоготичному стилі.
Драшковичі проживали в замку до 1944 року, коли були змушені емігрувати до Австрії. Згодом замок було націоналізовано. По завершенню Другої світової війни Тракошчан було виявлено в покинутому й напівзруйнованому стані. Після цього було проведено захисні, архітектурні й інтер'єрні роботи.
Музей із постійною експозицією було створено в 1953 році. Сьогодні замок знаходиться у власності Хорватії. Перший поверх замку виконано в стилі XIX століття — там зберігається багато антикварних меблів, дерева й портретного живопису. На верхніх поверхах виставлено стародавню зброю. Відвідувачі можуть побачити також стіни з відкритими ділянками оригінальних шпалер і декілька оригінальних гобеленів. Замок оточено пейзажним парком з озером.